# Curry house

Une curry house désigne généralement un restaurant indien en Grande-Bretagne. Dans la culture britannique, les curry houses ont longtemps été synonymes de restaurants peu chers qui se sont développés très rapidement dans les années 1980.

## Histoire

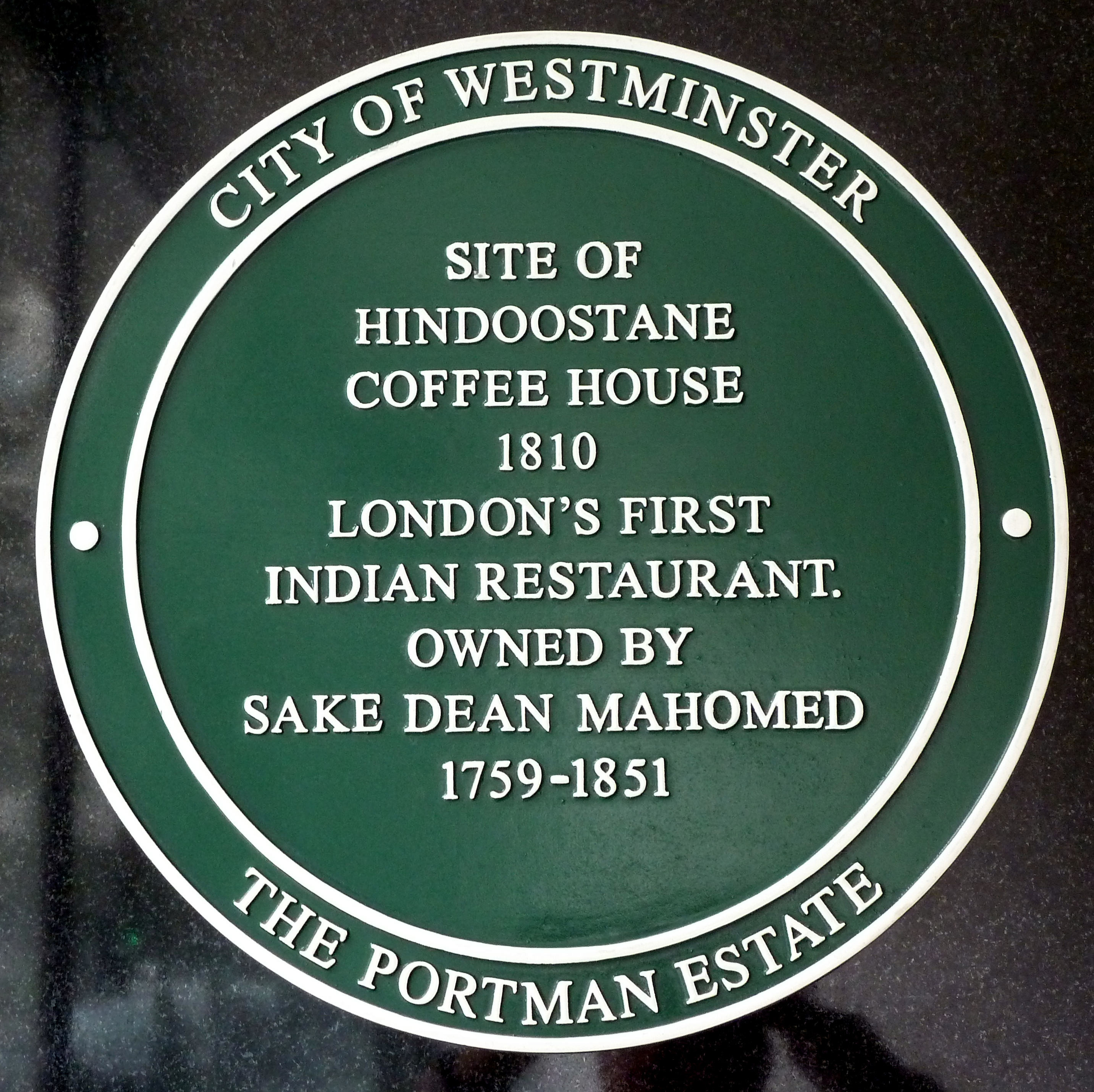
Plaque rappelant l'ouverture de l'Hindoostanee Coffee House.

Le premier restaurant indien ouvert en Grande-Bretagne fut le Hindoostanee Coffee House, qui ouvrit en 1809 à Londres. Jusqu'aux années 1960, les restaurants indiens étaient fréquentés principalement par des immigrés venus du sous-continent indien et des Anglais qui avaient vécu en Inde britannique.
La clientèle des restaurants indiens évolua vers la fin des années 1960, période à laquelle ces restaurants devinrent populaires auprès de la jeunesse britannique, surtout les jeunes hommes issus des classes populaires. Ceci peut s'expliquer par plusieurs facteurs : une volonté de se démarquer vis-à-vis de la génération précédente et de la cuisine traditionnelle anglaise, un plus grand revenu disponible et les prix attractifs de ces restaurants, mais on peut également citer certains aspects qui s'apparentent à des rituels adolescents masculins, comme le fait de commander le plat le plus épicé possible ou de se moquer des serveurs, généralement décrits comme très polis et serviles. Le nombre de restaurants indiens en Grande-Bretagne passa de 300 en 1960 à Modèle:Unmité en 1970, puis 3 000 en 1980.
Dans les années 1980, les restaurants indiens se développèrent de plus en plus, et on comptait 6 600 curry houses à la fin des années 1980. Mais ce développement s'accompagna d'une sorte de standardisation des restaurants qui copiaient les mêmes éléments, ce qui entraîna l'apparition du stéréotype des curry houses concernant les restaurants visant une clientèle non-exclusivement asiatique. Ces restaurants reprenaient en général les mêmes éléments de décor (papier peint en velours rouge et floqué, arches indiennes faites de panneaux de bois, abat-jours rouges ou orangés) et portaient des noms similaires (Curry House, Curry Gardens, Taj Mahal, Rajah, Tandoori) ; les menus étaient très souvent similaires, ce que certains (comme Madhur Jaffrey) ont qualifié de « cuisine indienne générique, ne provenant d'aucune région en particulier ».
La qualité de la nourriture était souvent décrite comme médiocre, avec des plats au goût et à l'aspect interchangeables, peut-être à cause du fait que pour beaucoup de restaurateurs, la cuisine n'était pas leur vocation originelle. Ceci n'empêcha pas les curry houses de devenir de plus en plus populaires dans les années 1980 ; la qualité de la nourriture n'était pas leur attrait principal, mais plutôt le fait qu'elles n'étaient pas très chères, avec des portions généreuses et étaient ouvertes tard. Le stéréotype était alors celui du client masculin qui arrive ivre après la fermeture des pubs pour « éponger » l'alcool avec un curry et qui se montre impoli (voire raciste) envers le personnel de l'établissement, ou essaie de partir sans payer. On peut retrouver ce stéréotype dans la culture populaire anglaise dans les années 1980, par exemple dans le sketch Guys After the Game de Rowan Atkinson.
En réaction à ces curry houses, on a vu apparaître plus récemment des restaurants qui se réclament de la cuisine indienne « authentique » ; ces restaurants sont souvent plus haut de gamme et offrent une cuisine généralement de meilleure qualité. Les restaurants indiens sont toujours très populaires en Grande-Bretagne de nos jours et certains plats (comme le poulet tikka masala) font désormais partie de la culture gastronomique britannique. Certaines villes ont même développé leurs restaurants indiens comme un argument touristique : Manchester a son Curry Mile, une rue où cinquante restaurants indiens sont implantés ; Leicester offre des voyages de groupe pour découvrir la cuisine asiatique locale, de même que Bradford, qui voit son « industrie du curry » comme une fierté locale qui contribue à la renaissance de la ville. Quant à Birmingham, dont la population asiatique est élevée, elle revendique la création du balti, une forme de curry servie dans un plat ressemblant à un wok, qui rencontra un succès grandissant à la fin des années 1990 ; la zone de Sparkbrook est désormais appelée le « quartier du balti » ou le « triangle du balti » et la ville en fait la promotion dans ses brochures touristiques.